# 인신보호청원
인신보호청원(人身保護請願) 또는 헤비어스 코퍼스(라틴어: habeas corpus, 영어: that you have the body, 너는 몸을 가지고 있다.)은 신체의 자유를 보장하는 영미법의 한 제도이다. 1679년의 영국에서 인신보호율(Habeas Corpus Act)에서 규정했으며, 이유없이 구금되었을 때 인신보호영장을 신청해 구금에서 풀려날 수 있게 되었다.

## 판례
- 의회는 적의 전투원 인신 보호 영장 검토를위한 의미있는 대체 결석 수감 모든 외계인에 인신 보호 영장을 검토를 거부 할 수 있는 권한을 가지고 있지 않다. 영장심사를 대신하는 의미있는 제도는 1.그들을 무기한 억류할 대통령의 권한에 이의를 제기할 수 있거나 2. 사실 인정에 의문을 제기할 수 있거나 3. 군사위원회의 절차가 끝난 뒤에 발견된 증거를 영장 기록에 추가할 수 있거나 4. 석방을 요구할 수 있어야 한다[3].

## 같이 보기
- 구속영장
- 체포영장
- 신체의 자유
- 구속적부심사